# Escuela de Psicología de la Universidad Nacional de Costa Rica
La Escuela de Psicología es una unidad académica encargada del desarrollo de la psicología como disciplina, que contribuye al mejoramiento de la calidad de vida, principalmente en los campos de la salud, la educación y lo social. Es una instancia que procura el desarrollo de la investigación y la extensión, como núcleos del proceso de formación, construcción y difusión de conocimientos sociales aplicables a favor de la equidad, la inclusión y la solidaridad. 

## Historia
Con respecto a la experiencia y madurez de esta unidad en el ámbito académico, cabe señalar que a lo largo de sus 37 años de existencia, la Escuela de Psicología antiguo Departamento de Psicología, ha desarrollado el área de docencia brindando cursos de servicio a diferentes Facultades y Centros, principalmente al Centro de Investigación y Docencia en Educación de la Universidad Nacional (CIDE), y en menor grado a las facultades de Ciencias Sociales, Ciencias Exactas y Naturales y Filosofía y Letras. Asimismo, la Escuela de Psicología contó desde 1996 y hasta el año 2000 con una Licenciatura en Psicopedagogía, carrera de segundo ingreso, actualmente congelada y que tiene como propósito general el enriquecer y mejorar cualitativamente la práctica educativa en su dimensión formal y no formal, mediante una reconceptualización de la disciplina y la incorporación de nuevos elementos de análisis.
Esta experiencia docente se ve enriquecida a partir del año 2000, con la apertura del Bachillerato en Psicología. Al finalizar el año 2004, se realiza una actualización del plan de estudios y se abre el plan de licenciatura. A partir del año 2008 se inicia un proceso de autoevaluación que culmina en el 2012 con la implementación de un plan de estudios rediseñado.

## Docencia
La Psicología se ocupa del estudio de los procesos psicológicos que ocurren en diversas prácticas de la actividad humana, mediadas por los contextos históricos y culturales. Tales procesos son susceptibles de estudio e investigación así como de transformaciones caracterizadas por el diagnóstico y la intervención integral de grupos e individuos, desde los postulados y aportes de la Psicología de la Salud, la Psicología Educativa y la Psicología Social. La carrera tiene como objetivo la formación de profesionales en psicología con fundamentos históricos, epistemológicos, teóricos, metodológicos y éticos, que contribuyan a la transformación psicosocial de las personas y colectividades desde una visión interdisciplinaria, crítica e innovadora.
Las áreas disciplinarias que se desprenden de este objeto de estudio y fundamentan la carrera son el área de Formación Básica, la Psicología de la Salud, la Psicología de la Educación, la Psicología Social y la Investigación. El plan de estudios tiene una visión multiparadigmática, brindando formación en distintas corrientes de la psicología como psicodinámicas, conductuales, humanistas, sistemicas, cognitivas y socioculturales. La carrera capacita para ejercer en los siguientes ámbitos: Psicoterapeuta, Gestión y Evaluación, Consultoría y/asesoría, Capacitación y promoción, Docencia, Mediación y Formación, Investigación y extensión o acción social.

## Investigación y Extensión
La Escuela de Psicología ha desarrollado también una diversidad de programas, proyectos y actividades de extensión, que han tenido un impacto importante 